# Shlomo Amar

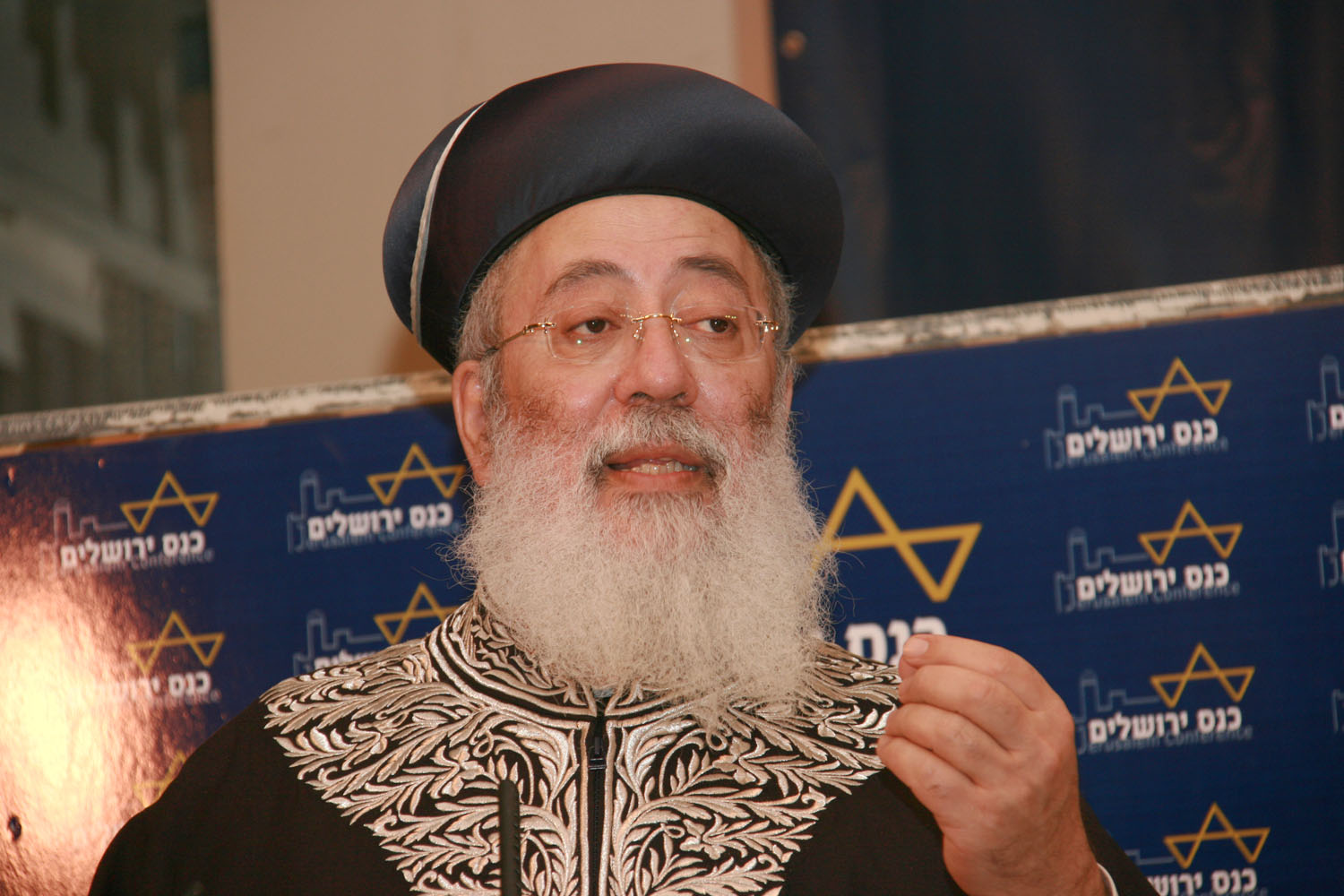
Rabbi Shlomo Amar

Shlomo Moshe Amar (hebräisch שלמה משה עמאר; * 1948 in Casablanca, Marokko) war einer von zwei Großrabbinern in Israel. Shlomo Amar war von 2003 bis 2013 der sephardische Oberrabbiner von Israel.
Der andere Großrabbiner während seiner Amtszeit in Israel, der aschkenasische Oberrabbiner Jona Metzger, hat sich aufgrund von Korruptionsvorwürfen, die er bestreitet, im Juni 2013 selbst von einigen Ämtern suspendiert.
Als Nachfolger im Amt der sephardischen Oberrabbiner von Israel wurde im Juli 2013 Jitzchak Josef gewählt.